# Marco Bisceglia
Marco Bisceglia (5. července 1925, Lavello – 22. července 2001, Řím) byl italský kněz a zakladatel organizace Arcigay.

## Životopis
Marco Bisceglia byl farářem v kostele Nejsvětějšího srdce v obci Lavello v provincii Potenza. Bisceglia se během svého působení dostával do konfliktu se svými představenými, protože veřejně podporoval zákon o rozvodu a také vyjadřoval sympatie Italské komunistické straně.
Bisceglia se rovněž zasazoval za práva LGBT menšin, sám byl rovněž homosexuál. Poté, co tajně požehnal sňatku dvou mužů, mu byl vysloven zákaz udělování svátostí (suspense a divinis). Jednalo se o dva novináře pravicového týdeníku Il Borghese, Franca Jappelliho a Bartolomea Baldiho vydávající za homosexuální katolíky.
Po své suspensi začal Bisceglia spolupracovat s levicovým sdružením ARCI (Associazione ricreativa e culturale italiana) a v roce 1980 inicioval v Palermu založení organizace Arcigay.
V posledních letech života se Bisceglia postupně vzdálil od LGBT komunity a vrátil se do struktur katolické církvi. Od roku 1996 až do své smrti byl vikářem koadjutorem ve farnosti San Cleto v Římě.
Je pohřben v hrobce vyhrazené pro kněze na hřbitově Lavello.